# Талия (растение)
У этого термина существуют и другие значения, см. Талия.
Талия (лат. Thalia) — род многолетних травянистых растений семейства Марантовые (Marantaceae) порядка Имбирецветные (Zingiberales).
Единственный род семейства, который полностью приспособлен к водной среде. Включает шесть видов, произрастающих в Америке и Африке. Некоторые из них выращиваются в качестве декоративных растений, используются в пищу, имеют медицинское применение.

## Название
Род назван в честь немецкого врача и ботаника Иоганна Таля (нем. Johann Thal, лат. Johannes Thalius, 1542—1583), «отца флористики».

## Распространение
Ареал рода охватывает тропические и субтропические регионы Северной и Южной Америки, а также Африки. Растения обитают в водоёмах, по их берегам, в болотистых местностях.

## Биологическое описание
Многолетние травянистые водные (прибрежные) корневищные растения. Надземная часть зимой (в сухой сезон) нередко отмирает. Высота взрослых растений — от 1 до 3,5 м. Участки стебля, расположенные ниже соцветий, неразветвлённый.
Листья обычно все прикорневые; овальные, сине-зелёной окраски, с длинными черешками.
Цветки трубчатые, с шестью лепестками, самоопыляющиеся, собраны в разветвлённые соцветия. Венчик и стаминодии окрашены в различные оттенки фиолетового цвета.
Плод — односеменная коробочка. Семена коричневые, гладкие. И плод, и семена — почти круглой или эллипсоидной формы.

## Культивирование, агротехника
Некоторые виды — например, талию беловатую (Thalia dealbata), — культивируют как красивоцветущие растения.
Для выращивания растений этого рода рекомендуется использовать солнечные участки с суглинистой почвой, богатой органическими веществами; можно размещать растения на илистых участках совсем рядом с водоёмами. При культивировании следует учитывать, что растения этого рода чувствительны к отрицательным температурам. Размножают растения при культивировании семенами либо весенним делением.

## Виды
По информации базы данных Plants of the World Online (по состоянию на начало 2023 года), род включает шесть видов:
- Thalia dealbata Fraser — Талия беловатая, американский вид; культивируется как декоративное растение[3]
- Thalia densibracteata Petersen
- Thalia geniculata L. typus[1] — Талия коленчатая
- Thalia multiflora Horkel ex Körn.
- Thalia pavonii Körn.
- Thalia petersiana K.Schum.

## Синонимы
В синонимику рода входят следующие названия (все синонимы являются гетеротипными):
- Malacarya Raf. (1819)
- Peronia Redouté (1811)
- Spirostylis Raf. (1838)[~ 1]

## Комментарии
1. ↑  Родовое название Spirostylis использовалось и другими авторами. См. Spirostylis.